# Paul Dembinski

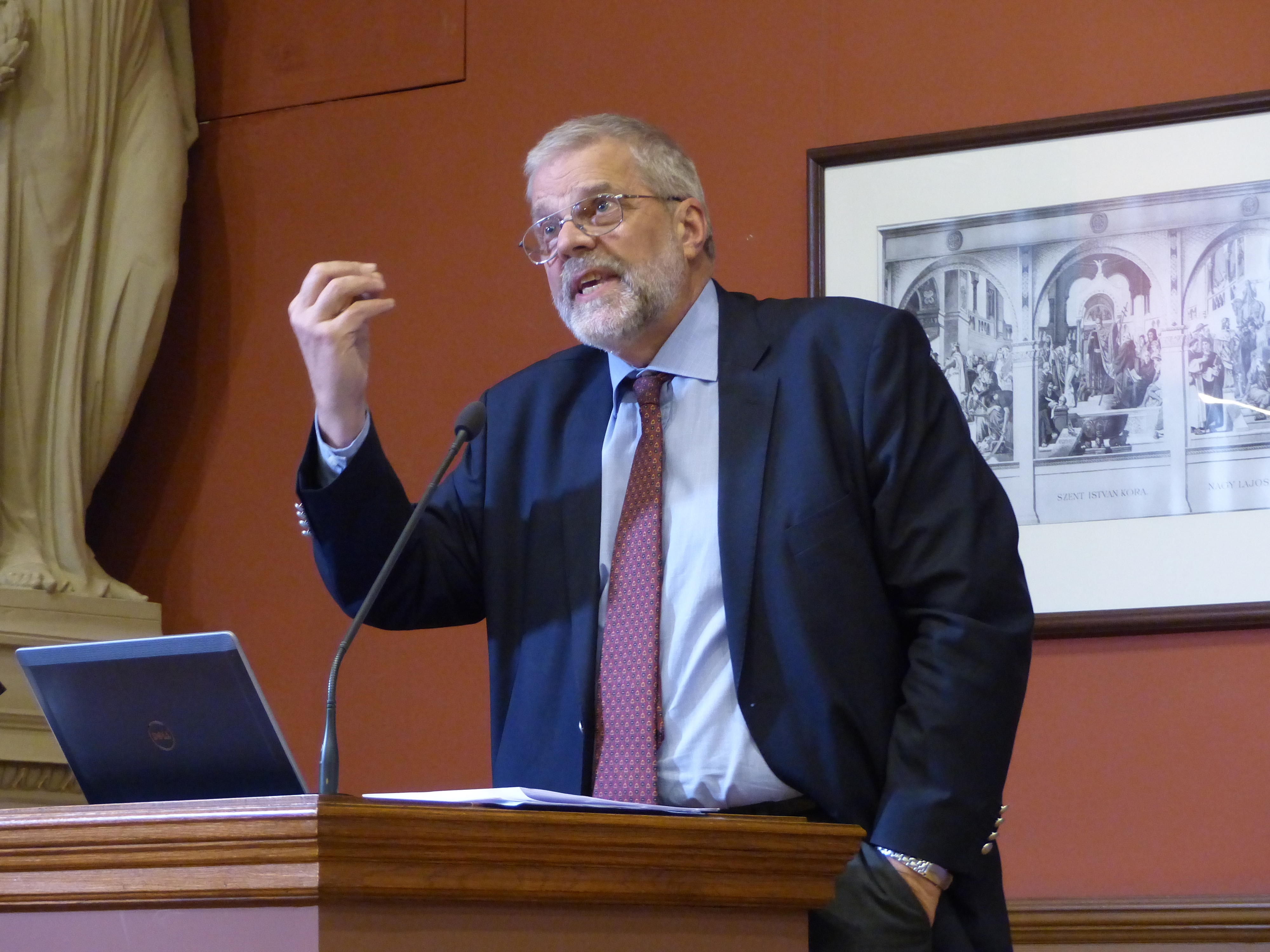
Paul Dembinski

Paul H. Dembinski (* 16. Mai 1955 in Krakau) ist ein polnisch-schweizerischer Ökonom.

## Leben
Paul Dembinski studierte Wirtschafts- und Politikwissenschaften in Krakau, Genf, Freiburg, in Kamerun und am St. Anthony College in Oxford. Ab 1979 war er Wissenschaftlicher Mitarbeiter an der Universität Gen. 1982 wurde er in Volkswirtschaft promoviert. 1990 wurde er assoziierter Professor an der Universität Freiburg und hat die Professur für Strategie und internationalen Wettbewerb an der Universität Fribourg inne. Er lehrt zudem an der Tischner European University in Krakau sowie an der Università Cattolica del Sacro Cuore in Mailand.
Dembinski ist Direktor der 1996 gegründeten Genfer Stiftung „Observatoire de la finance“ (Obsfin), die sich für Wirtschaftsethik engagiert. Er gilt als Experte für Nichtregierungsorganisationen wie UNCTAD, OECD und ILO. Er ist mit Alain Schoenenberger Gründer des Instituts für sozio-ökonomische Studien Eco’Diagnostic.
Er hat zahlreiche Arbeiten zu Themen der ökonomischen und Finanzglobalisierung veröffentlicht. Er ist seit 1998 Herausgeber der bilingualen Zeitschrift „Finance & the Common Good/Bien Commun“.

## Schriften
- Enron and World Finance: A Case Study in Ethics. Palgrave Macmillan, New York/Basingstoke 2005, ISBN 1-4039-4763-5
- Finance: Servant or Deceiver? Financialization at the crossroad. Palgrave Macmillan, New York/Basingstoke 2009, ISBN 0-230-22037-1
- Thinking Ethics while Learning Finance: Ethical Issues in Practice and Theory. Palgrave Macmillan, New York/Basingstoke 2009, ISBN 0-230-00698-1
- zusammen mit  Barbara Fryzel: The Role of Large Enterprises in Democracy and Society.  Palgrave Macmillan, New York/Basingstoke 2010
- Trust & Ethics in Finance, Globethics 2012
- zusammen mit Simona Beretta: Beyond the Financial Crisis: Towards a Christian Perspective for Action, Caritas in Veritate Foundation 2014
- Ethique et Responsabilité en Finance – Quo Vadis?, Editions Revue Banque Paris 2015